# Zhuque-1
Zhuque-1 ou ZQ-1 (du chinois: 朱雀一号, pinyin: zhūquè yī hào, en français : Oiseau vermillon 1 ou Phénix 1) est un micro-lanceur commercial chinois développé par la société LandSpace. Cette fusée  de 27 tonnes comporte 3 étages à propergol solide. Son vol inaugural, effectué le 27 octobre 2018, a été un échec. 

## Historique
Le lanceur Zhuque-1 est proposé par la société LandSpace fondée par l'Université Tsinghua en 2015. Son siège est  à Pékin et elle employait 170 personnes en octobre 2018. La propulsion de ce lanceur est complètement fournie par  CASC, constructeur des lanceurs Longue Marche.    
Zhuque-1 est le premier lanceur privé chinois à effectuer un vol mais plusieurs autres sociétés privées telles que iSpace et OneSpace se sont engagées dans le développement d'engins équivalents depuis 2016 et prévoient de les faire voler en 2018.
CASC a décidé d'interrompre ses livraisons à la suite du premier vol car Zhuque-1 concurrence son propre micro-lanceur Longue Marche 11. Pour remplacer Zhuque-1, LandSpace développe un deuxième lanceur beaucoup plus puissant Zhuque-2 de 268 tonnes capable de placer 1,8 tonne sur une orbite héliosynchrone. Celui-ci utiliserait des moteurs-fusées à ergols liquides brûlant un mélange de méthane et d'oxygène liquide et son premier étage serait réutilisable.

## Vol inaugural
L’assemblage du premier lanceur ZQ-1 s'est achevé fin août 2018 à Xi’an  et celui-ci a quitté le site d'assemblage pour le centre spatial de Jiuquan situé à l’ouest de la Chine le 27 septembre 2018. La fusée a décollé le samedi 27 octobre 2018, vers 16 h heure normale de Chine (8 h UTC). Les deux premiers étages ont fonctionné de manière nominale et la coiffe a été larguée. Le troisième étage s'est allumé mais n'est pas parvenu à placer sa charge utile en orbite à la suite, semble-t-il, d'un dysfonctionnement du système de contrôle d’attitude. La charge utile était constituée par un satellite de 30 kg « Weilai-1 » (Futur-1) reposant sur une plateforme MN10 et développé pour la Télévision centrale de Chine par la société MinoSpace. Ce tir est le 30e lancement spatial chinois de 2018 et le 1er échec.

## Caractéristiques techniques
Zhuque-1 est une fusée haute de 19 mètres pour un diamètre de 1,35 mètre qui comporte trois étages à propergol solide. Sa masse au décollage de 27 tonnes et la poussée initiale est de 45 tonnes. Selon ses constructeurs, elle peut placer une charge utile de 300 kg en orbite basse et de 200 kg en orbite héliosynchrone (500 km). Les caractéristiques du lanceur semblent très proches de celles du missile balistique à portée intermédiaire DF-26 entré en service dans l'Armée chinoise vers 2015,. Les  moteurs à ergol solides sont tous fournis par la Société de sciences et technologies aérospatiales de Chine.